# Виллизиев круг
Виллизиев круг — артериальный круг головного мозга, расположенный в основании головного мозга и обеспечивающий компенсацию недостаточности кровоснабжения за счёт перетока из других сосудистых бассейнов. Назван в честь английского врача Томаса Уиллиса. В норме составляющие Виллизиев круг сосуды образуют на основании мозга замкнутую систему. В формировании Виллизиева круга участвуют следующие артерии:
- начальный сегмент передней мозговой артерии (A-1),
- передняя соединительная артерия,
- супраклиновидный сегмент внутренней сонной артерии,
- задняя соединительная артерия,
- начальный сегмент задней мозговой артерии (P-1).

## Функции
Виллизиев круг обеспечивает нормальное кровоснабжение мозга в случае закупорки какого-либо питающего мозг сосуда (т.е. отвечает за коллатеральное кровообращение мозга). От Виллизиева круга отходят артерии, которые поставляют кровь в ткани головного мозга.

## Заболевания
Нормально развитый Виллизиев круг встречается лишь в 25—50 % случаев.
Достаточно часто встречаются гипоплазия соединительных артерий, отсутствие и гипоплазия первых сегментов передней мозговой артерии и задней мозговой артерии.
Большинство аневризм артерий головного мозга развивается в сосудах Виллизиева круга.

## Диагностика
Самым ценным и информативным методом исследования кровотока головного мозга является церебральная ангиография. Это исследование позволяет увидеть всю кровеносную систему, но имеет свои противопоказания и сложности.
Более простым и безопасным методом диагностики является УЗИ-доплерография. Транскраниальная доплерография позволяет оценить кровоток в передней мозговой артерии, средней мозговой артерии и задней мозговой артерии. Наиболее информативными методами диагностики сосудистых заболеваний головного мозга, на данный момент, являются ангиографии, выполненные различными методами.
1. Интервенционная селективная ангиография головного мозга. Проводится пункция бедренной артерии в области Скарповского (бедренного) треугольника, вводится катетер и проводится по артериальной системе до интересующей области, затем подаётся рентгеноконтрастный препарат (йодсодержащий препарат, например, Омнипак), который распределяется сначала по артериальному, затем по венозному руслу. Этот метод ввиду высокой инвазивности для диагностики малоприменим, чаще он используется в сочетании с лечебными эндоваскулярными вмешательствами (баллонопластика, стентирование и др.).
2. КТ-ангиография. Внутривенно болюсно вводится рентгеноконтрастный препарат, отслеживается поступление контраста в интересующую область (премониторинг контраста), после задержки выполняется КТ сканирование. Затем проводится обработка изображения, позволяющая посрезово визуализировать сосуды головного мозга, за счёт их контрастности, а затем выполнить 3D реконструкцию сосудистого русла. Этот метод позволяет быстро и малоинвазивно выполнить ангиографическое исследование и уточнить диагноз.
3. МР-ангиография. Неинвазивная методика. Подаётся постоянный сатурирующий радиочастотный импульс на область исследования, приток новых протонов с ненасыщенным спином возможен только с притоком крови, происходит релаксация спинов и регистрируется сигнал. Данная методика носит название времяпролётной ангиографией (TOF — time-of-flow). Этот метод не связан с лучевой нагрузкой, токсическим действием контрастных препаратов или с ятрогенными осложнениями, но имеет свои ограничения. Достоверно с помощью TOF ангиографии можно оценить анатомическое строение сосудов, тромбы могут давать сигнал и не определяться на ангиограмме. Характеристики кровотока также не определяются.

Ангиограммы не позволяют провести количественную оценку кровотока, но с этой задачей справляется транскраниальная доплерография. Этот метод основан на доплеровском эффекте: УЗ импульс, сгенерированный датчиком, отражается от движущихся эритроцитов с изменённой частотой, с помощью разницы частот определяют скорость кровотока. Цветное доплеровское картирование позволяет определить ещё и направление кровотока, однако этот метод не позволяет визуализировать анатомическое строение сосудов. Только комплексное использование методов допустимо в постановке окончательного диагноза, важно как анатомическое строение и просвет сосуда, так и характеристики кровотока.